# 中央市場前站

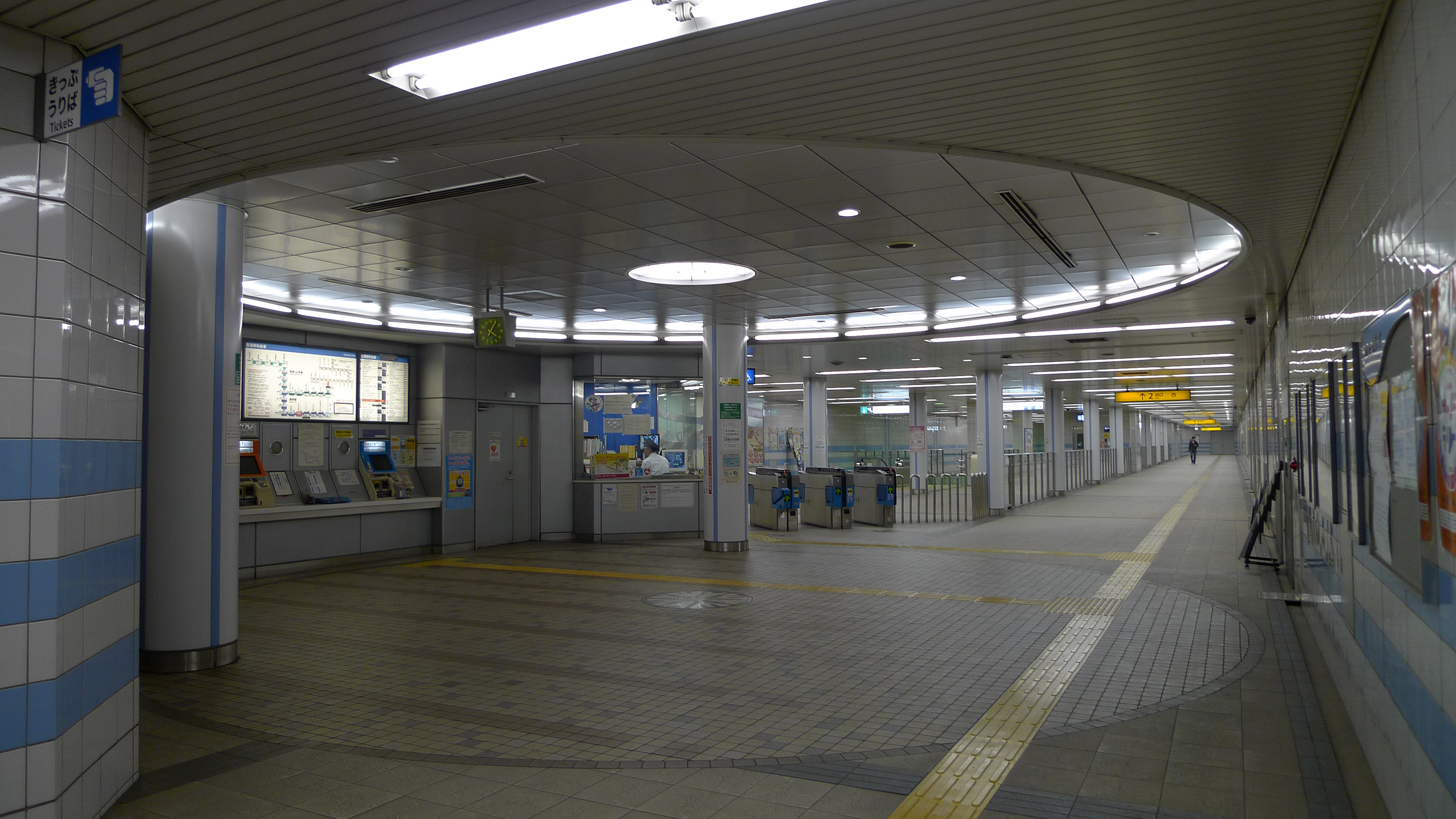
閘口

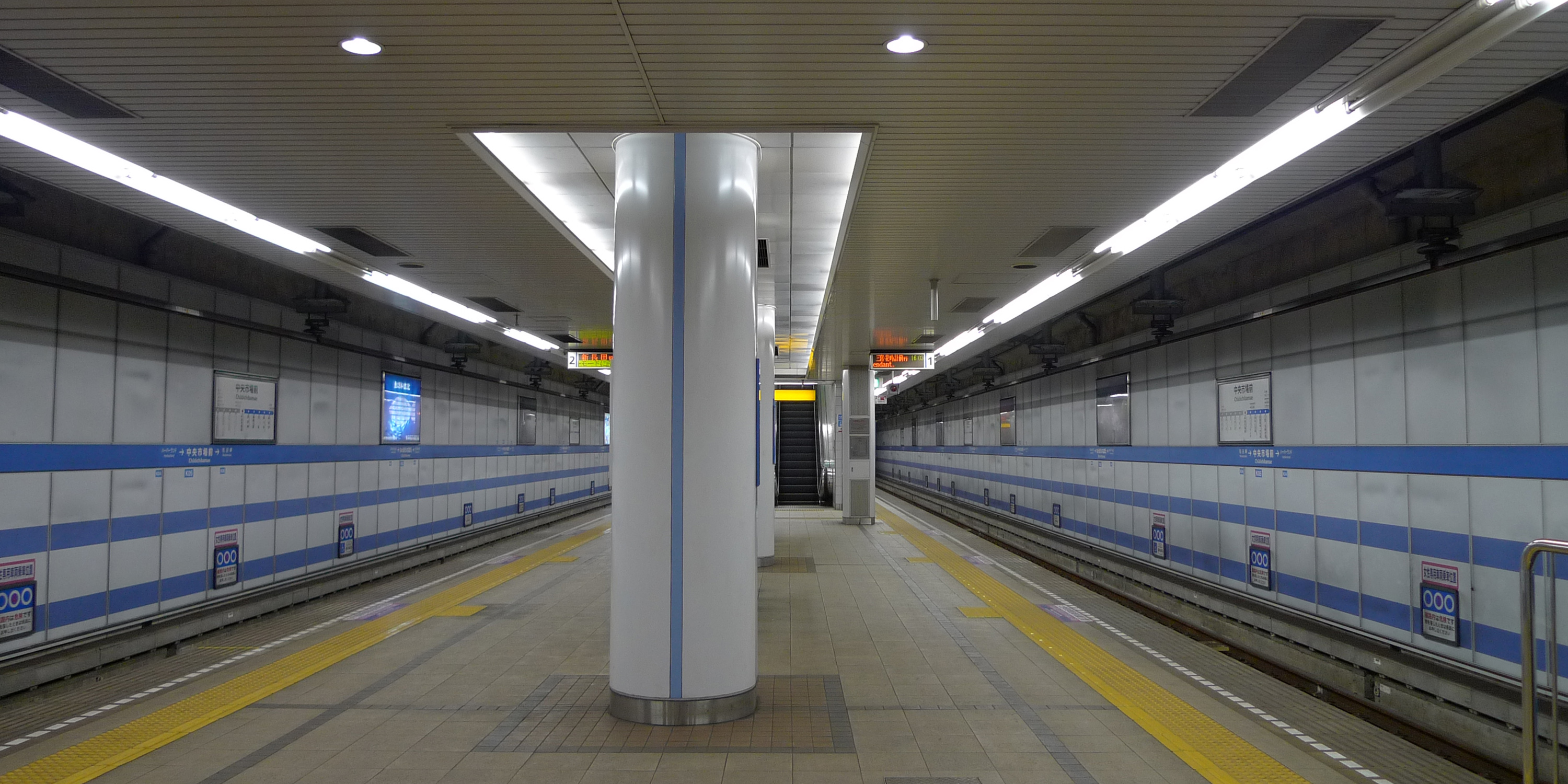
月台

中央市場前站（日语：／ Chūō-Ichiba-mae eki */?）是一個位於日本兵庫縣神戶市兵庫區，屬於神戶市營地下鐵海岸線的鐵路車站。車站編號是K05。

## 歷史
- 2001年（平成13年）7月7日：神戶市營地下鐵海岸線的三宮·花時計前站－新長田站間開通同時開業。

## 車站結構
島式月台1面2線的地下車站。

## 使用情況
2016年度1日平均上車人次為1,850人。
開業以後的1日平均上車人次為下表。
| 年度               | 1日平均 上車人次 |
| ------------------ | ---------------- |
| 2001年（平成13年） | 1,765            |
| 2002年（平成14年） | 1,550            |
| 2003年（平成15年） | 1,755            |
| 2004年（平成16年） | 1,786            |
| 2005年（平成17年） | 1,793            |
| 2006年（平成18年） | 1,808            |
| 2007年（平成19年） | 1,771            |
| 2008年（平成20年） | 1,775            |
| 2009年（平成21年） | 1,779            |
| 2010年（平成22年） | 1,758            |
| 2011年（平成23年） | 1,775            |
| 2012年（平成24年） | 1,927            |
| 2013年（平成25年） | 1,699            |
| 2014年（平成26年） | 1,729            |
| 2015年（平成27年） | 1,750            |
| 2016年（平成28年） | 1,850            |

## 其他
建設時的臨時名稱是「中之島站」。

## 相鄰車站
神戶市營地下鐵
海岸線
海港園地（K04）－中央市場前（K05）－和田岬（K06）

## 外部連結
- 中央市場前站 （页面存档备份，存于） - 神戶市交通局